# سیارک ۳۰۸۸
سیارک ۳۰۸۸ (به انگلیسی: 3088 Jinxiuzhonghua، نامگذاری:1981UX9) سه هزار و هشتاد و هشتمین سیارک کشف شده‌است که در ۲۴ اکتبر ۱۹۸۱ کشف شد.
قدر مطلق سیارک برابر ۱۱٫۸۰ است.